# Scopula vittata
Scopula vittata là một loài bướm đêm trong họ Geometridae.